# Sérgio Marone
Sergio Marone (São Paulo, 4 de febrero de 1981) es un actor, presentador y productor brasileño. Comenzó su carrera artística a principios de los años 2000 y ganó notoriedad tras su participación en la telenovela O Clone (2001), donde interpretó a Cecéu, un joven que lucha contra los problemas relacionados con las drogas. Su papel le valió reconocimiento nacional y lo posicionó como uno de los rostros más destacados de la televisión brasileña.
A lo largo de su trayectoria, Marone ha participado en exitosas producciones televisivas, teatrales y cinematográficas. Entre sus interpretaciones más recordadas se encuentra el faraón Ramsés II en Moisés y los Diez Mandamientos (2015), una telenovela histórica que fue ampliamente aclamada tanto en Brasil como en el extranjero. Además, ha explorado papeles complejos como villanos y protagonistas en diversas telenovelas, incluyendo Paraíso Tropical (2007) y Caras & Bocas (2009). En el teatro, ha trabajado en destacadas producciones como O Santo Parto y Escravas do Amor, consolidando su versatilidad actoral.
Además de su carrera actoral, Marone se ha desempeñado como presentador en programas como el concurso de talentos Mestres da Sabotagem (2021) y ha incursionado en plataformas digitales a través de su canal de YouTube, donde comparte contenido sobre estilo de vida, desarrollo personal y curiosidades. Fuera del ámbito artístico, ha participado en diversas iniciativas relacionadas con el medio ambiente y causas sociales, reafirmando su compromiso con el activismo y la comunicación.

## Biografía

### 2001-2003: Primeros papeles y auge juvenil
Sergio Marone comenzó su carrera actoral en 2001, debutando en la telenovela Estrela-Guia de TV Globo. Interpretó a Santhiago, un personaje con habilidades paranormales que protegía al protagonista Cristal (Sandy) de las intrigas del villano Carlos Charles (Rodrigo Santoro). Este papel marcó su ingreso en el medio y atrajo la atención del público por su interpretación en una producción de gran alcance. Ese mismo año, consolidó su posición en la televisión al participar en la exitosa telenovela O Clone, donde interpretó a Cecéu, un joven que lidiaba con la tentación de las drogas. Aunque su personaje no llegó a caer en la adicción, estuvo profundamente involucrado en la trama relacionada con el mundo de las sustancias ilícitas, acompañando a los personajes Nando y Mel. Su actuación le valió un lugar destacado en el imaginario de los espectadores, además de ser reconocido como el actor con mayor correspondencia por parte del público en el departamento de casting de TV Globo durante la emisión de la telenovela.
En 2002, Marone debutó en el teatro con la comedia Secretos que sólo los hombres tienen, una adaptación del circuito off-Broadway dirigida por Bruno Mazzeo y Evandro Mesquita. La obra recorrió diversas ciudades de Brasil, posicionándolo como un actor versátil capaz de equilibrar la televisión y las tablas. En 2003, protagonizó la serie juvenil Malhação como Víctor, fortaleciendo aún más su popularidad entre el público joven.

### 2004-2010: Diversificación en teatro y cine
Tras finalizar su participación en Malhação, Marone volvió al teatro con la obra O Santo Parto, dirigida por Luis Artur Nunes. Este proyecto generó controversia por su audaz contenido, incluyendo una escena en la que besaba a otro actor, lo que capturó la atención de los medios. La producción recibió cinco nominaciones al prestigioso Premio Shell y participó en reconocidos festivales teatrales como los de Curitiba y Angra. En 2006, debutó en el cine con Sueños y Deseos, interpretando a Vaslav, un bailarín que abandona su arte para unirse a la resistencia contra la dictadura. La película obtuvo premios en el Festival de Gramado.
En 2007, Sérgio Marone obtuvo su primer papel antagónico en la telenovela Paraíso Tropical, interpretando a Humberto, un camarero con doble vida que engañaba a su pareja Joana (Fernanda Machado) para robarle todo su dinero. Este personaje mostró su capacidad para encarnar villanos complejos y marcó un punto de inflexión en su carrera. En 2009, volvió a interpretar a un antagonista, Nicolás, en la telenovela Caras & Bocas, con un tono más cómico que cautivó al público y se convirtió en uno de los papeles más emblemáticos de su trayectoria televisiva.
Además de su trabajo en la televisión, Marone mantuvo una presencia constante en el teatro. En 2008, formó parte de la obra Farsa, una colección de comedias cortas de autores como Chéjov, Cervantes y Molière, dirigida por Luis Artur Nunes. El espectáculo recibió nominaciones al Premio Shell y al Premio APTR, consolidando su prestigio como actor teatral. 

### 2011-2020: Éxitos y nueva etapa
En 2014, amplió su experiencia televisiva al unirse al elenco de Os Dez Mandamentos, de Rede Record, donde interpretó al faraón Ramsés, uno de los papeles más reconocidos de su carrera.

## Filmografía

### Televisión
| Año  | Título                         | Personaje                        | Notas        | Emissora   |
| ---- | ------------------------------ | -------------------------------- | ------------ | ---------- |
| 2001 | Estrela-Guia                   | Santiago/ Fernando               |              | Rede Globo |
| 2001 | El clon                        | Maurício "Cecéu" Valverde        |              | Rede Globo |
| 2003 | Malhação                       | Víctor Correia Amorin            |              | Rede Globo |
| 2004 | Como una ola                   | Rafael "Rafa" Prata              |              | Rede Globo |
| 2006 | Cobras & Lagartos              | Miguel                           |              | Rede Globo |
| 2007 | Paraíso Tropical               | Umberto                          |              | Rede Globo |
| 2008 | Casos e Acasos                 |                                  |              | Rede Globo |
| 2009 | Acuarela del amor              | Nicholas "Nick" Silveira Lontra  | Coproductora | Rede Globo |
| 2011 | Dinosaurios & Robots           | Marcos de Sousa                  |              | Rede Globo |
| 2012 | Malhação                       | Lupe / Lobo                      |              | Rede Globo |
| 2014 | As Canalhas                    | Cid                              |              | Rede Globo |
| 2014 | Por Isso Eu Sou Vingativa      | Augusto                          |              | Rede Globo |
| 2014 | Sexo e as Negas                | Enéas                            |              | Rede Globo |
| 2015 | Moisés y los diez mandamientos | Ramses II                        | Coproductora | RecordTV   |
| 2018 | Apocalipsis                    | Ricardo Montana, «El anticristo» | Coproductora | RecordTV   |

### Filmes
| Ano  | Título                                      | Papel          | Notas          |
| ---- | ------------------------------------------- | -------------- | -------------- |
| 2006 | O Dono do Mar                               |                |                |
| 2006 | Sonhos e Desejos                            | Vaslav         |                |
| 2009 | Flordelis - Basta uma Palavra para Mudar    | Alan           |                |
| 2012 | Penetras de luxo                            | Sérgio Augusto | Curta-metragem |
| 2014 | Bala Sem Nome                               | Él mismo       |                |
| 2014 | Prometo Um Dia Deixar Essa Cidade           | Hugo           |                |
| 2016 | Moisés y los diez mandamientos: La Película | Ramsés         |                |
| 2016 | O Jovem Messais                             | José           | Dublagem       |
| 2017 | My Little Pony: La película                 | Rei Storm      | Dublagem       |
| 2019 | Jesús de Nazareth                           | Poncio Pilato  |                |

### Teatro
| Año  | Título                                    | Personaje       |
| ---- | ----------------------------------------- | --------------- |
| 2013 | La Pasion de Cristo                       | Jesús           |
| 2019 | La Pasion de Cristo - Floriano-PI.        | Herodes Antipas |
| 2022 | La Pasión de Cristo en la Nueva Jerusalén | Poncio Pilato   |
| 2024 | La Pasion de Cristo - Floriano-PI         | Poncio Pilato   |